# 太陽·山端
太陽·山端（發音：[in.ti.ji.ˈma.ni]）是一個來自智利的音樂團體，成立於1967年。這個團體最初由一群大學生組成，並因其歌曲「我們會贏！」（Venceremos!）被薩爾瓦多·阿葉德選作人民團結政府的宣傳歌曲而快速竄紅。當1973年9月11日智利發生政變時，他們正在歐洲巡迴演出，而由於執政的軍政府禁止該團體的演出，他們因此無法返回國內。在歐洲滯留的期間，他們將歐洲巴洛克音樂和其他傳統音樂的元素融入豐富多彩的拉丁美洲節奏中，融合出獨特的現代世界音樂風格。
太陽·山端的命名源自於艾馬拉語「伊宜馬尼的太陽」。伊宜馬尼峰是安地斯山脈在玻利維亞境內的一座山峰。這也影響了土耳其團體Yeni Türkü，在他們1979年的第一張專輯中便以Buğdayın Türküsü（小麥之歌）命名。

## 歷史
太陽·山端的雛型最初在1967年智利University of Santiago, Chile出現。1973年9月，當他們出國旅遊時，將軍奧古斯圖·皮諾契特發動了政變並成功奪權。由於耳聞智利軍隊對國內眾多藝術家進行了多次司法外處刑，他們選擇暫時在意大利落腳。旅外期間，他們持續在國際上支持智利的民主化，其作品亦在智利內廣泛地流傳著。1988年9月，智利政府解除了對他們入境的禁令, 他們才結束了這場預料外的逃亡。
過去，這個樂團在音樂方面由奧拉西奧·薩利納斯領導，政治上則由豪爾赫·庫隆主導。然而在2001年，該組織出現了分歧，導致三名主要成員何塞·塞韋斯，奧拉西奧·薩利納斯與奧拉西奧·杜蘭離開該組織。雖然他們的位子很快地由曼努埃爾·美利諾（來自另一個音樂團體恩特拉瑪）、克里斯汀·岡薩雷斯與胡安弗·洛雷斯取而代之，但由於離任成員的重要性，許多人質疑剩餘成員能否繼續使用Inti-Illimani的名字。與此同時，三名離任成員開始了他們自己的團體，他們稱之為Inti-Histórico。從2005年起，太陽·山端分裂成以下兩個團體：
- 新太陽·山端（Inti-Illimani New，主導人物為庫隆兄弟）
- 歷史太陽·山端（Inti-Illimani Histórico，主要人物為何塞·塞韋斯（西班牙语：José Seves）, 奧拉西奧·杜蘭（西班牙语：Horacio Durán） and 奧拉西奧·薩利納斯（西班牙语：Horacio Salinas）)

## 成員
1967年8月，太陽·山端最早的成員包括：
- 奧拉西奧·杜蘭（西班牙语：Horacio Durán）
- 馬克思·貝爾呂（西班牙语：Max Berrú）
- 豪爾赫·庫隆（西班牙语：Jorge Coulon）
- 路易斯·埃斯皮諾薩（西班牙语：Luis Espinoza）
- 奧斯卡·古茲曼（西班牙语：Oscar Guzmán）
- 西羅雷·塔馬爾（西班牙语：Ciro Retamal）
- 佩德羅·亞涅斯（西班牙语：Pedro Yáñez）

1968年的成員包括：
- 奧拉西奧·薩利納斯（西班牙语：Horacio Salinas）（音樂總監和主要作曲家）
- 奧拉西奧·杜蘭（西班牙语：Horacio Durán）
- 馬克思·貝爾呂（西班牙语：Max Berrú）
- 豪爾赫·庫隆（西班牙语：Jorge Coulon）
- 埃內斯托·佩雷斯·德·阿爾塞（西班牙语：Ernesto Perez de Arce）

目前的新太陽·山端的成員：
- 豪爾赫·庫隆（西班牙语：Jorge Coulon）
- 克里斯汀·岡薩雷斯（西班牙语：Christian González）
- 丹尼爾·坎蒂利亞納（西班牙语：Daniel Cantillana）
- 胡安弗·洛雷斯（西班牙语：Juan Flores）
- 埃弗倫·維埃拉（西班牙语：Efren Viera）
- 馬塞洛·庫隆（西班牙语：Marcelo Coulon）
- 曼努埃爾·美利諾（西班牙语：Manuel Meriño）
- 凱撒·哈拉（西班牙语：César Jara）

目前的歷史太陽·山端的成員：
- 奧拉西奧·薩利納斯（西班牙语：Horacio Salinas）
- 奧拉西奧·杜蘭（西班牙语：Horacio Durán）
- 何塞·塞韋斯（西班牙语：José Seves）
- 豪爾赫·貝爾（西班牙语：Jorge Ball）
- 費爾南多·胡利奧（西班牙语：Fernando Julio）
- 卡米洛·薩利納斯（西班牙语：Camilo Salinas）
- 達尼洛·多諾索（西班牙语：Danilo Donoso）

歷史上曾加入太陽·山端的成員：
- 埃內斯托·佩雷斯·德·阿爾塞（西班牙语：Ernesto Perez de Arce）
- 奧梅羅·阿爾塔米拉諾（西班牙语：Homero Altamirano）
- 何塞·米格爾·加繆（西班牙语：José Miguel Camus）
- 雷納托·弗雷岡（西班牙语：Renato Freyggang）
- 佩德羅·維里亞格拉（西班牙语：Pedro Villagra）

## 唱片

### 專輯
- Si Somos Americanos（1969）
- Voz para el camino（1969）
- Por la CUT（1969）
- A la Revolución Mexicana（1969）
- Canto al Programa（1970）
- Charagua/El Aparecido（1971）
- Autores Chilenos（1971）
- Nuestro México, Febrero 23/Dolencias（1972）
- Canto para una Semilla（1972）
- Quebrada de Humahuaca/Taita Salasaca（1972）
- Canto de Pueblos Andinos, Vol. 1（1973）
- Viva Chile!（1973）
- Inti Illimani (1969)
- Inti-Illimani (1970)
- Si Somos Americanos（1969）
- Voz para el camino（1969）
- Por la CUT（1969）
- A la Revolución Mexicana（1969）
- Canto al Programa（1970）
- Charagua/El Aparecido（1971）
- Autores Chilenos（1971）
- Nuestro México, Febrero 23/Dolencias（1972）
- Canto para una Semilla（1972）
- Quebrada de Humahuaca/Taita Salasaca（1972）
- Canto de Pueblos Andinos, Vol. 1（1973）
- Viva Chile!（1973）
- La Nueva Canción Chilena (Inti-Illimani 2) (1974)
- Canto de Pueblos Andinos (Inti-Illimani 3) (1975)
- Hacia La Libertad (Inti-Illimani 4) (1975)
- Canto de Pueblos Andinos, Vol. 2 (Inti-Illimani 5) (1976)
- Chile Resistencia (Inti-Illimani 6) (1977)
- Hart voor Chile (various artists) (1977)
- Canto per una Seme (1978) - Italian edition of Canto para una Semilla (1972)
- Canción para Matar una Culebra (1979)
- Jag Vill Tacka Livet (Gracias a la Vida) (1980)
- En Directo (1980)
- Palimpsesto (1981)
- The Flight of the Condor (1982)
- Con la Razón y la Fuerza (1982)
- Imaginación (1984)
- Sing to me the Dream (1984)
- Return of the Condor (1984)
- La Muerte no Va Conmigo (1985)
- De Canto y Baile (1986)
- Fragmentos de un Sueño (1987)
- Leyenda (1990)
- Andadas (1992)
- Arriesgaré la Piel (1996)
- Grandes Exitos (1997)
- Lejanía (1998)
- Amar de Nuevo (1999)
- Sinfónico (1999)
- La Rosa de los Vientos (1999)
- Inti-Illimani Interpreta a Víctor Jara (2000)
- Antología en Vivo (2001)
- Lugares Comunes (2002)

### Inti-Illimani Histórico
- 2006 - Esencial
- 2010 - Travesura (con Diego «el Cigala» y Eva Ayllón)
- 2013 - Inti Illimani Histórico - Vivir En Libertad (ISBN 978-3-923445-73-8)
- 2014 - Inti-Illimani Histórico Canta a Manns

### 現場專輯
- 2005 - Inti + Quila Música en la memoria (con Quilapayún)
- 2006 - Antología en vivo
- 2006 - Música en la Memoria - Juntos en Chile (con Quilapayún)
- 2012 - Eva + Inti (con Eva Ayllón)

### Tribute albums
- 2009 - Inti-Illimani histórico. Tributo a su música
- 2009 - Tributo a Inti-Illimani Histórico. A la Salud de la Música

### Inti-Illimani Nuevo (New)
- Viva Italia (2003)
- Pequeño Mundo (2006)
- Meridiano (2010)
- Teoría de cuerdas (2014)

### Contributing artist
- The Rough Guide to the Music of the Andes (1996, World Music Network)
- Unwired: Latin America (2001, World Music Network)

## 外部鏈結
- Official Website Inti-Illimani(R)（页面存档备份，存于）（英文）
- Official Website Inti-Illimani(R)（页面存档备份，存于）（西班牙文）
- Official Website Historical Inti（页面存档备份，存于）（西班牙文）